# 陳帆
陳帆，GBS，JP（1958年2月4日—），生於廣東湛江，香港長大，畢業於香港大學，香港工程師，香港教育大學社會科學與政策研究學系榮譽教授，曾任運輸及房屋局局長，同時兼任香港房屋委員會主席、航空發展與機場三跑道系統諮詢委員會主席和香港物流發展局主席。在成為主要官員之前，他曾擔任機電工程署署長，2022年當選為第14屆港區人大代表。

## 簡歷
陳帆在1970年畢業於漢文師範同學會梁端卿小學下午校，後在1975年畢業於喇沙書院，中七畢業後再入讀香港大學，取得工學士（1980年三級榮譽）及商管理碩士學位，之後在英國鴨巴甸大學完成碩士課程，亦曾就讀哈佛商學院有關管理課程（Advanced Management Program）。
陳帆長年工作於香港政府中的工程部門。他在1982年8月加入港英政府成為公務員，任職助理電子工程師。及至2001年晉升為總電子工程師（首長級D1薪級），2005年再升為政府機電工程師（首長級D2薪級）。2009年1月，陳帆出任機電工程署副署長（首長級D3薪級），並於2011年12月17日起出任署長（首長級D5薪級）一職。他在工程界內被譽為「機電工程一哥」，在其任職機電工程署高級官員間，他曾處理導致7人重傷的北角墮升降機意外事故、旺角朗豪坊造成18人受傷的電梯倒行意外等，並為政府迅速地解話，協助政府拆解被公眾責難的危機。

## 曾任職運輸及房屋局局長

### 運輸及公共房屋
隨著梁振英政府任期於2017年6月30日屆滿，各政府決策局的局長一職備受香港各界所注目，其中被外界視為工作最艱辛、需處理最多具爭議性的政策的運輸及房屋局局長一職亦傳出由前立法會議員謝偉銓擔任。最終，謝偉銓並未如傳聞般加入林鄭月娥政府，而林鄭月娥亦最終向中央提名官階不太高（首長級D5薪級）的陳帆跳級擔任運輸及房屋局局長一職，令大眾感到驚訝。林鄭月娥在其後接受傳媒人陳志雲訪問時，解釋了因為自己知道陳帆很喜歡接受挑戰，所以就給一份最「難啃」（艱巨）的職務讓他嘗試。
由於陳帆長期任職技術部門，並無接觸運輸及房屋等公共政策經驗，因此他在2017年6月21日舉行的林鄭月娥新內閣記者會中被問及是否擁有足夠能力勝任運輸及房屋局局長一職。他表示自己明白社會對運輸及房屋局的期望。他亦說自己作為一政治任命官員，在經過候任特首推薦及獲中央任命的程序中，背後有其理由及智慧。他說有信心做好運房局工作，並指出「與其我用語言來說服你，我希望大家給我時間，用行動證明」。

### 運輸及房屋局局長時期
2017年7月1日，陳帆正式就任運輸及房屋局局長，並同時接替張炳良，曾擔任公營房屋發展用途機構的香港房屋委員會、香港海運港口局、香港物流發展局及航空發展與機場三跑道系統諮詢委員會的主席等。 同年10月，陳帆接受電台訪問，指年輕人未能置業而想享有私人空間，因此改為購買私家車，「讓自己的靈魂從軀體中出來遊走一下」。
2017年8月10日，陳帆承認公屋平均輪候时间太長。2018年7月初，陳帆說若填海造地，其範圍會較沙田大。7月18日，剛入伙的葵翠邨被發現食水樣本含鉛量超標。陳帆回應指若住戶擔心有問題，可選擇輪候其他公屋，不會採取臨時措施。邨內居民批評陳帆說法涼薄，不負責任。 2020年12月，陳表示找到了足夠的土地。
2018年6月底，政府公布將修訂《差餉條例》以徵收「一手空置稅」，一手樓空置單位有9200個；同年9月30日，單位減至8900個。陳帆認為，發展商積極售樓是考慮到(將來可能實施的)空置稅。

### 高鐵一地兩檢方案時期

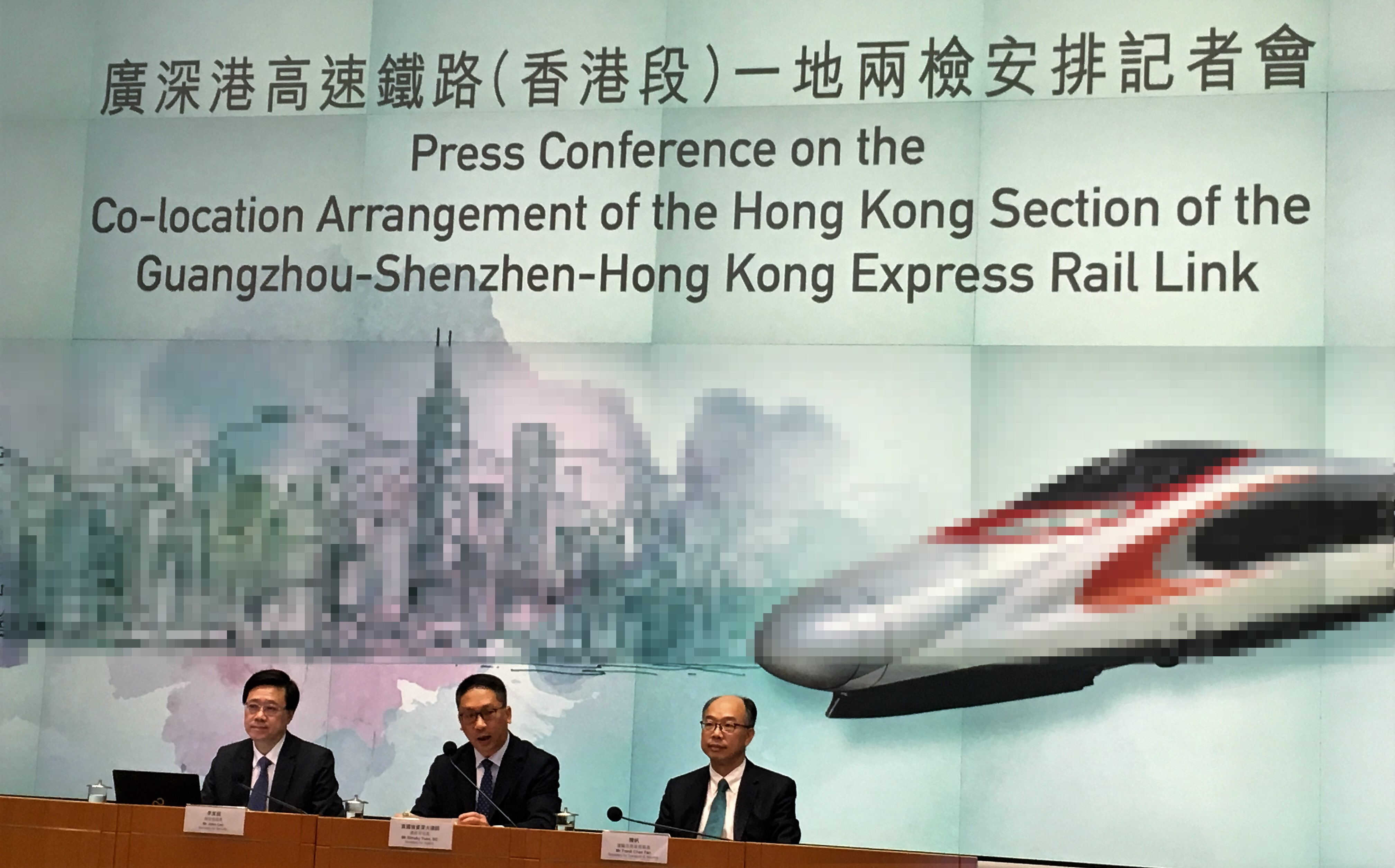
攝於2017年7月25日，時任保安局局長李家超、律政司司長袁國強、運輸及房屋局局長陳帆等一眾官員出席公佈廣深港高速鐵路香港段（西九龍總站）一地兩檢方案安排記者會。

2017年7月26日，陳帆說廣深港高速鐵路香港段的Wi-Fi瀏覽Facebook可能困難。11月19日，陳帆被批評沒有對一地兩檢解釋清楚，陳帆表示政府的態度都是盡可能公開、透明的，已經交代、解說初步協議。
2018年4月6日，陳帆表示高鐵不宜有太多揣測，暫時看不到要延遲通車。立法會議員4月30日考察香港西九龍站，由陳帆帶隊。5月7日，陳帆表示非常重視法治。至於港珠澳大橋，2018年4月17日陳帆強調大橋設計和安全標準都合乎香港的要求，毋須擔心。10月19日陳帆宣布：大橋10月24日通車。11月5日，陳帆關注大橋對東涌居民的影響，作出部署 管理人流。

### 沙中綫工程醜聞問題事件
2018年6月，陳帆回應沙中綫工程問題時，表示經過傳媒報道才得知，同時指應以科學和實踐的態度 處理問題。7月初，立法會鐵路事宜小組委員會通過無約束力議案，要求陳帆問責下台。10月初，視乎其他方法 能否 釋除公眾疑慮，陳帆考慮 鑿開月台層板 ；同月16日，陳帆表示 鑿開層板檢視 是 不能避免。2019年7月，陳帆將局部通車的時間訂為2020年，並會嘗試2021年全線通車。

### 受颱風山竹影響
2018年9月16日，陳帆表示颱風山竹造成的塌樹問題頗大（中国大陆稱作「樹木倒伏」），至9月17日（翌日），優先清理主要幹道、會影響學童上課及停課安排、衞生情況的地方。

### 信號系統軟件發生故障
荃灣綫、港島綫、觀塘綫及將軍澳綫的信號系統在2018年10月16日發生故障，極大可能是因信號系統軟件出現運作及數據處理不暢順。10月24日，陳帆說已暫時將4綫的信號系統分離，防止同類情況再發生。

### 現有三條隧道建議收回
2019年3月底，陳帆被批評現時的海底隧道、東區海底隧道、西區海底隧道「三隧分流」等現有三條隧道分流計劃換湯不換藥；陳長遠期待立法會支持。

### 2020年湖北省武漢市新冠肺炎疫情
2020年，陳帆表示1月30日停高鐵，視乎情況可能將香港西九龍站關閉。 7月，政府為的士司機提供免費病毒檢測，陳帆到場視察。
2020年2月3日記者會，共7人並席，現時的局長陳帆、曾國衞 等三人沒有戴上口罩，但身旁的李家超、陳肇始等四人有戴上。
2020年2月10日，康美樓部份居民緊急疏散，翌日陳帆就關於排污渠的調查作交代。

## 卸任前
2022年6月20日，時任行政長官林鄭月娥讚揚行將卸任的陳帆「任勞任怨」，稱他任內竭盡所能，認為新一屆政府分拆運房局，正反映陳帆過去五年一人肩負兩個局的職位。

2022年6月30日止，陳帆亦因而成為運輸及房屋局在解散前香港政府的官員史上最後一任局長，後分拆運輸及物流局、房屋局等。

## 卸任後
2022年12月15日，陳帆卸任運房局局長後以來，再度當選港區人大代表。
2024年6月5日，中國建築國際宣佈委任陳帆為公司獨立非執行董事、薪酬委員會主席，以及審核委員會、提名委員會及可持續發展委員會成員。

## 外部連結
- 運輸及房屋局局長陳帆於香港政府一站通網頁的介紹（页面存档备份，存于）（繁體中文）
- 涂謹申質疑陳帆一地兩檢總結提「國家安全」 （页面存档备份，存于）
- 比對一地兩檢10年公開資料　揭港府隱瞞立會前言不對後語 （页面存档备份，存于）

| 官衔            | 官衔                                         | 官衔                                                     |
| --------------- | -------------------------------------------- | -------------------------------------------------------- |
| 前任者： 張炳良 | 運輸及房屋局局長 2017年7月1日－2022年6月30日 | 繼任者： 林世雄（運輸及物流局局長） 何永賢（房屋局局長） |
| 政府职务        |                                              |                                                          |
| 前任者： 陳鴻祥 | 機電工程署署長 2011年12月17日－2017年6月30日 | 繼任者： 薛永恆                                          |